# Tomas Montén
Jan Tomas Montén, född 2 november 1977 i Borlänge, är en svensk ishockeytränare. 2016-2022 var han förbundskapten för Sveriges herrjuniorlandslag.
Montén inledde sin tränarkarriär som juniortränare i klubbarna Färjestads BK, Mora IK och Djurgårdens IF. 2007 flyttades han upp till Djurgårdens A-lag som assisterande tränare. Säsongen 2008–2009 var han huvudtränare för Djurgården i elitserien men säsongen efter kom Hardy Nilsson tillbaka till klubben som huvudtränare varvid Montén gick tillbaka till rollen som assisterande. 2012 ersattes Nilsson av Charles Berglund under säsongen medan Montén kvarstod som assisterande. Efter säsongens slut gick Montén till Timrå IK som huvudtränare, där han stannade till 2013. Sedan 2013 ingått i Linköpings HC tränarstab, 2016-2022 huvudtränare för Sveriges Juniorlandslag, och nu återvänt till Linköping HC som assisterande tränare. 
Montén ingick även i tränarstaben för Sveriges juniorlandslag i J18-EM 2011.

## Klubbar som tränare
- Färjestad J20  (2001–2002)
- Mora IK J20  (2002–2005)
- Djurgårdens IF J20  (2005–2007)
- Djurgårdens IF A-lag, assisterande tränare (2007–2008, 2009–2012)
- Djurgårdens IF, huvudtränare A-laget (2008–2009)
- Timrå IK, huvudtränare A-laget (2012–2013)
- Linköping HC J20 (2013-2015)
- Linköping HC, assisterande tränare (2015-2016)
- Juniorkronorna, Huvudtränare (2016–2022)
- Linköping HC, assisterande tränare (2022-)